# Françoise Saudan

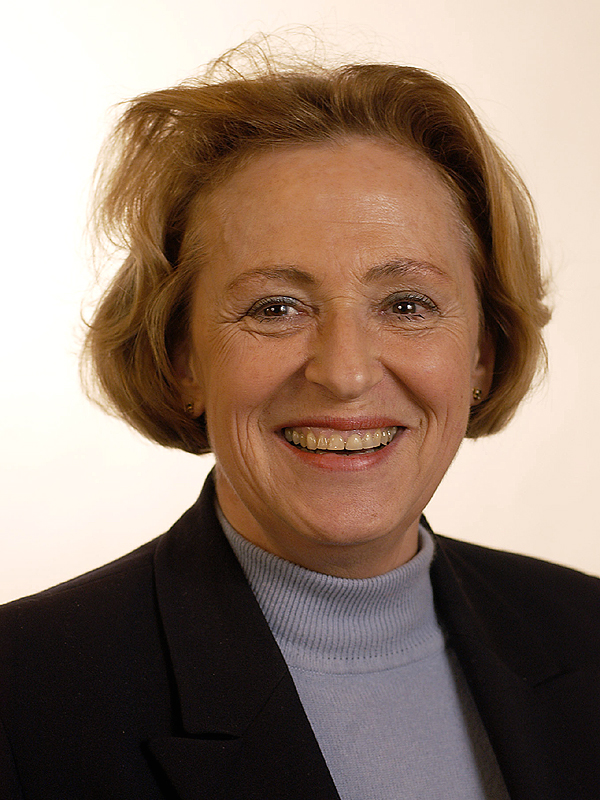
Françoise Saudan

Françoise Saudan (* 9. November 1939 in Lyon, heimatberechtigt in Martigny) ist eine Schweizer Politikerin (FDP).
Saudan studierte Rechtswissenschaften und promovierte erfolgreich. Danach war sie als Verwalterin tätig.
1985 wurde sie in den Grossen Rat des Kantons Genf gewählt und im selben Jahr auch zur Präsidentin der FDP Genf ernannt. Das Präsidentenamt übte sie bis 1989 aus, das Grossratsmandat bis 1995, da sie am 4. Dezember dieses Jahres in den Ständerat gewählt wurde. Im Jahr 2000/01 war sie Präsidentin des Ständerats. Zu den Parlamentswahlen 2007 trat sie nicht mehr an.
Saudan ist verheiratet und hat zwei Kinder. Sie wohnt in Chêne-Bougeries.